# Severní Maalhosmadulu

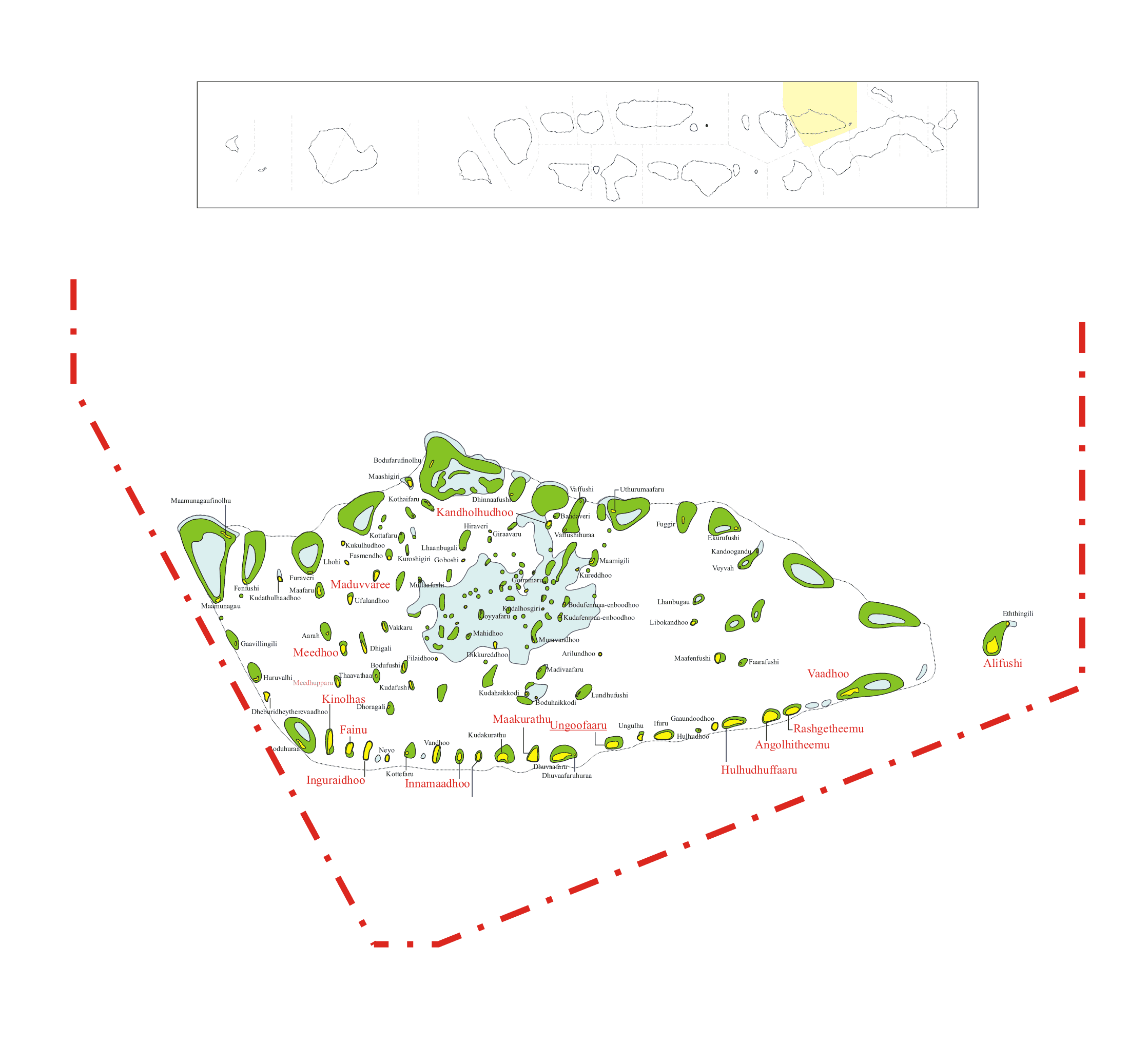
Poloha atolu Severní Maalhosmadulu (zcela vpravo)

Severní Maalhosmadulu je přírodní atol nacházející se na Maledivách. Severní Maalhosmadulu se nachází na severu Malediv. Administrativně je celý atol součástí atolu Raa. Nad Severním Maalhosmadulu se nachází ještě jeden malý bezejmenný malý atol, který je považován jeho za součást (i administrativně spadá pod Raa.)
Nachází se v severozápadní části Malediv pod atolem Thiladunmathí-Miladunmadulu ve vzdálenosti 14 km, a 5 km severně od Jižního Maalhosmadulu. Mezi Severním a Jižním Maalhosmadulu se nachází ještě jeden bezejmenný atol (je považován za součást Jižního Maalhosmadulu, administrativní atol Baa).
Délka atolu je 71 km v severojižním směru a šířka 28 km. Má skoro 40 mělčin, přičemž největší se netradičně nachází právě v laguně atolu. Na atolu je 86 ostrovů navíc se započítávají také dva ostrovy na bezejmenném atolu na severu, takže oficiálně až 88, z nichž je 15 obydlených.
Obydlené ostrovy: Alifushi (na severním bezejmenném atolu), Angolhitheemu, Fainu, Hulhudhuffaaru, Inguraidhoo, Innamaadhoo, Kandholhudhoo, Kinolhas, Maakurathu, Maduvvaree, Meedhoo, Rasgetheemu, Rasmaadhoo, Ungoofaaru, Vaadhoo